# Myrte van der Schoot
Myrte van der Schoot (* 16. April 2004 in Hilversum) ist eine niederländische Sprinterin, die sich auf die 400-Meter-Distanz spezialisiert hat. Mit der niederländischen 4-mal-400-Meter-Staffel wurde sie 2024 in Glasgow Hallenweltmeisterin und im Rom Europameisterin.

## Sportliche Laufbahn
Erste internationale Erfahrungen sammelte Myrte van der Schoot im Jahr 2023, als sie bei den U20-Europameisterschaften in Jerusalem in 52,85 s die Bronzemedaille im 400-Meter-Lauf gewann. Zudem sicherte sie sich mit der niederländischen 4-mal-400-Meter-Staffel in 3:33,33 min die Silbermedaille. Im Jahr darauf kam sie bei den Hallenweltmeisterschaften in Glasgow im Vorlauf der Staffel zum Einsatz und trug damit zum Gewinn der Goldmedaille durch die niederländische Mannschaft bei. Im Mai wurde sie bei den World Athletics Relays auf den Bahamas in 3:27,45 min Erste im B-Lauf in der 2. Qualifikationsrunde über 4-mal 400 Meter für die Olympischen Spiele in Paris und sicherte damit dem niederländischen Team einen Startplatz. Anschließend verhalf sie der Frauenstaffel bei den Europameisterschaften in Rom zum Finaleinzug und trug somit zum Gewinn der Goldmedaille bei. Im August kam sie bei den Olympischen Sommerspielen in Paris ebenfalls im Vorlauf der Staffel zum Einsatz und gewann so die Silbermedaille. 2025 wurde sie bei der 1. Liga der Team-Europameisterschaft in Madrid in 3:12,92 min Sechste im A-Finale der Mixed-Staffel. Anschließend belegte sie bei den U23-Europameisterschaften in Bergen in 52,21 s den sechsten Platz über 400 Meter.

## Persönliche Bestleistungen
- 400 Meter: 52,00 s, 18. Juli 2025 in Bergen
  - 400 Meter (Halle): 52,02 s, 23. Februar 2025 in Apeldoorn